# Mas Cap d'Anyell
El Mas Cap d'Anyell és una masia de Pals (Baix Empordà) inclosa a l'Inventari del Patrimoni Arquitectònic de Catalunya.

## Descripció
El mas Cap d'Anell és un edifici situat a migdia del mas d'en Deri. És una construcció de grans dimensions, amb la teulada a dues vessants, i té la façana principal orientada a migdia. Aquesta façana ja estat mot modificada al llarg dels anys. Té una porta d'accés d'arc de mig punt amb grans dovelles de pedra, damunt la qual es va col·locar un frontó amb pinacles decoratius en relleu als angles. Les obertures del primer pis són rectangulars. Presenten motllures amb emblemes en baix relleu. A la banda esquerra de la façana s'observen modificacions importants. Pel que fa a la façana posterior, és molt sòbria; té dues obertures a la planta baixa i tres obertures al primer pis, totes elles rectangulars i amb marcs de pedra.

## Història
El conjunt de construccions que formen el mas Cap d'Anell té el seu origen en els segles XVI-XVII. Malgrat haver experimentat moltes modificacions al llarg del temps, aquest edifici conserva interessants elements d'arquitectura gòtico-renaixentista i forma, juntament amb els masos propers de Can Deri i Can Roig, un dels conjunts arquitectònics més interessants de la comarca. En l'actualitat el mas Cap d'Anell ha estat remodelat per condicionar-lo com a segona residència.